# Chiesa dell'Addolorata (Arco, Italia)
La chiesa dell'Addolorata è la parrocchiale di Bolognano, frazione di Arco, in Trentino. Fa parte dell'ex-decanato di Arco dell'arcidiocesi di Trento e la sua costruzione risale al XX secolo.

## Storia
Il luogo di culto principale di Bolognano venne edificato nei primi anni del XX secolo, tra il 1903 e il 1907, su progetto dell'architetto germanico Moritz von Horstig che si trovava in quel periodo ad Arco per un periodo di cure. Il disegno della chiesa si ispirò ad un suo lavoro di poco precedente, la chiesa dei Santi Pietro e Paolo ad Olching, edificata nel 1901.
A lavori ultimati, il 22 settembre 1907, la chiesa venne benedetta e due anni dopo, il 28 aprile 1909, venne solennemente consacrata dall'allora vescovo di Trento Celestino Endrici.
I lavori per allargare il sagrato vennero realizzati nel 1913 ma fu solo nel primo dopoguerra, tra il 1927 e il 1937, che l'edificio venne interessato da importanti lavori di ristrutturazione, che riguardarono sia parti esterne, come la copertura, sia parti interne.
L'arcivescovo Carlo De Ferrari la elevò a dignità di chiesa parrocchiale il 24 maggio 1942. A partire dagli anni settanta vennero realizzato diversi lavori che riguardarono il rifacimento del tetto con nuove lastre in zinco e un restauro generale. Nel 2006 fu rifatta parte della pavimentazione esterna della chiesa.

## Descrizione

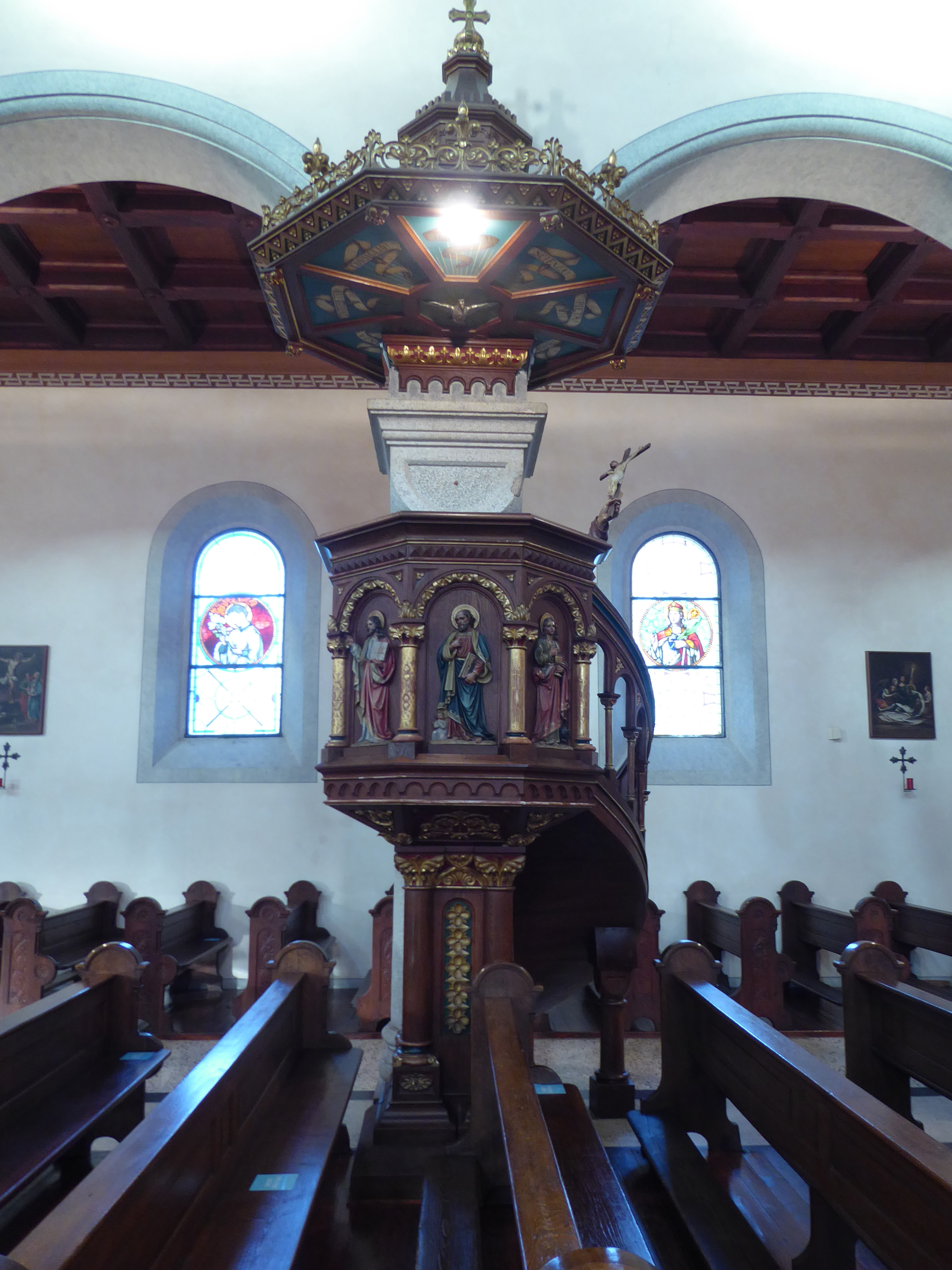
Pulpito nella sala della chiesa.

### Esterni
L'orientamento dell'edificio è verso est e si presenta con una facciata monumentale, con la parte centrale a capanna con due spioventi e con salienti che corrispondono alle due navate laterali. Il portale è strombato, in una cornice che si conclude con arco a tutto sesto. Sopra è presente un grande rosone e ai lati della parte centrale quattro nicchie vuote, con cornice strombata.

### Interni
L'interno della chiesa si divide in tre navate separate colonne in granito che sorreggono le arcate a tutto sesto. La sala è illuminata da quattro fila di sette finestre a monofora poste  
sulle pareti delle navate laterali e sulla parte alta della navata centrale. Al presbiterio, leggermente rialzata, si accede attraverso due grandi arcate di dimensione decrescente.
Nella controfacciata si trova la cantoria, pure questa sorretta da colonne e pilastri.
La pavimentazione alla veneziana riporta in alcune parti motivi decorativi diversi.